# Depurador (industrial)

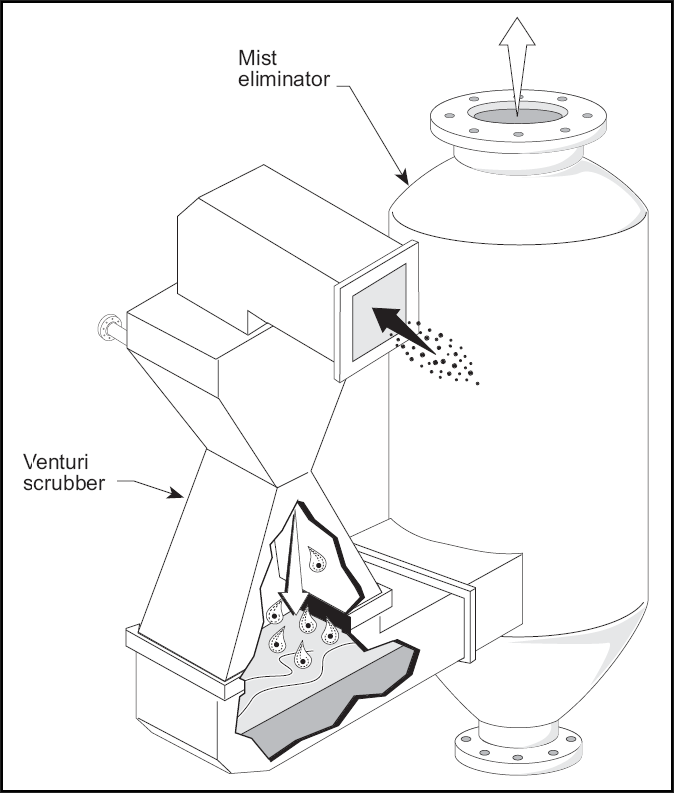
Diagrama de un depurador industrial.

Depurador (en inglés scrubber) es un dispositivo que depura la contaminación del aire eliminando partículas o gases de chimeneas o conductos de escape industriales. Tradicionalmente el término «depurador» se refiere a dispositivos que usan un líquido para eliminar el contaminante no deseado del conducto de escape de gases o chimenea. Recientemente, el término también se usa para describir sistemas que inyectan un reactivo o lechada (una suspensión espesa de sólidos en un líquido) en una chimenea colapsada de suciedad para «limpiar» gases ácidos. 
Los depuradores son uno de los principales dispositivos para controlar las emisiones gaseosas, especialmente la de gases ácidos. Los depuradores pueden ser usados para recoger contaminantes a altas temperaturas de un gas caliente por medio de condensación de gas de tubo.
Existen muchos métodos de remover compuestos tóxicos o corrosivos de un conducto de escape de gas y neutralizarlo.